# Flowering Judas and Other Stories
Flowering Judas and Other Stories (Titel der dt. Ausgabe: Blühender Judasbaum und andere Erzählungen) ist ein Erzählband der amerikanischen Schriftstellerin Katherine Anne Porter (1890–1980), der erstmals 1930 erschienen ist.
Der erste Sammelband von Erzählungen, der 1930 erschienen ist, umfasste 6 Erzählungen. In der Ausgabe von 1935 wurde er auf 10 Erzählungen erweitert:
- Maria Concepcion
- Hazienda
- Das Seil
- Unter einem Baum
- Sitzen gelassen
- Der zerbrochene Spiegel
- Blühender Judas
- Zauberei
- Er
- Der Diebstahl

1964 schließlich hatte der Sammelband 12 Erzählungen. Mit ihm schuf sich die Autorin den Ruf, eine der besten Stilistinnen der amerikanischen Literatur des 20. Jahrhunderts zu sein.

## Inhalt
Maria Concepcion. Die junge mexikanische Indianerin Maria Concepcion hat den leichtsinnigen Juan Villegas geheiratet. Da sie sehr an ihm hängt, hat sie sich sogar in der Kirche trauen lassen und nicht außerhalb, wie es billiger und allgemein üblich war. Sie ist eine bodenständige und fleißige Frau. Doch ihr Mann verlässt sie wegen der noch jüngeren Maria Rosa, mit der er zu den Soldaten geht. Maria Concepcion, die schwanger war, verliert ihr Kind. Nach einem Jahr, als die beiden genug vom Krieg haben, kehren sie in ihr Dorf zurück, in dem Maria Concepcion inzwischen tapfer ihr Leben weitergeführt hat. Auf Fürsprache eines amerikanischen Archäologen, bei dem Juan Villegas schon zuvor gearbeitet hatte, wird dieser nicht als Deserteur verurteilt, sondern kann wieder seine alte Stelle antreten. Er kehrt in das Haus Maria Concepcions zurück, als ob nichts gewesen wäre. Als aber Maria Rosa einen Knaben von Juan zur Welt bringt, ersticht Maria Concepcion diese. Sie gerät sogleich in Tatverdacht, doch alle Dorfbewohner schützen sie und geben der Polizei falsche Auskünfte. Maria Concepcion nimmt nun das Kind ihres Mannes als ihr eigenes an und findet ihre Ruhe wieder, die sie durch die Nebenbuhlerin verloren hatte.
Oma Weatherall, die man sitzenließ. In dieser Erzählung werden die letzten Stunden einer alten Frau geschildert. Sie liegt im Bett, nimmt ihre Umwelt immer weniger wahr und erinnert sich in einem inneren Monolog an ein Ereignis aus ihrer Jugendzeit, als sie von einem Mann sitzengelassen worden war. Am Ende der oftmals humorvollen Schilderung steht der Tod der alten Frau.
Blühender Judasbaum. Die Amerikanerin Laura unterrichtet in Mexiko Kinder und ist in naiver und idealistischer Weise von der linksgerichteten revolutionären Bewegung begeistert. Da sie niemand verdächtigt, kann sie ungehindert Botschaften zwischen den Revolutionären austauschen. Da lernt sie den führenden Revolutionär Braggioni kennen, von dem sie fasziniert, aber auch abgestoßen ist. Dieser strebt die Macht an, bedient sich schmutziger Mittel zur Durchsetzung seiner Ziele und ähnelt in fataler Weise denen, die er bekämpft. Widerwillig erkennt Laura, dass es wohl nur solche Männer wie Braggioni fertigbringen, wirksam zu handeln. Verstört und aus Mitleid mit dem von Braggioni im Stich gelassenen Revolutionär Eugenio, schmuggelt sie Tabletten zu diesem ins Gefängnis. Eugenio begeht damit Selbstmord. Am Ende hat Laura einen Traum, in dem sie ihr christliches Gewissen als Verräterin an der guten Sache beschuldigt. Der tote Eugenio erscheint ihr und nennt sie Mörderin. Er reicht ihr die blutroten Blüten des Judasbaumes hin, die sie gierig verschlingt und damit ihren Hunger und Durst stillt.

## Ausgaben
- Flowering Judas. New York: Harcourt, Brace and Company, 1930
- Flowering Judas and other stories. New York: Harcourt, Brace and Company, 1935
- Flowering Judas and other stories. New York: The Modern Library, 1940
- Flowering Judas and other stories. New York: The Modern Library, 1953
- Collected Stories. London 1964
- Flowering Judas and other stories. San Diego: Harcourt Brace Jovanovich, 1990
- Flowering Judas. New Brunswick: Rutgers University Press, 1993

## Übersetzungen
- Unter heißem Himmel. Bad Wörishofen: Kindler und Schiemeyer, 1951 (Übersetzung: Hansi Bochow-Blüthgen)
- Blühender Judasbaum. Zürich: Diogenes, 1964 (Übersetzung: Joachim Uhlmann)
- Blühender Judasbaum und andere Erzählungen. Taschenbuchausgabe. Reinbek: Rowohlt, 1966 (Übersetzung: Joachim Uhlmann)
- Judasblüten und andere Erzählungen. Stuttgart: Klett-Cotta, 1984 (Übersetzung: Helga Huisgen)